# American Rose Society
La American Rose Society (ARS) è stata fondata nel 1892 ed è un'organizzazione americana senza fine di lucro che ha come obiettivi lo sviluppo della cultura e della coltura delle rose per gli estimatori-principianti ed i giardinieri professionisti americani.
La ARS è composta da più di 300 società locali nei vari stati degli Stati Uniti d'America e da quindici distretti.
La sede del quartier generale della ARS è vicino a Shreveport, Louisiana, presso l'American Rose Center dove sono a dimora ventimila piante di rose, facenti parte di più di 400 cultivar di vecchie e nuove rose.
La ARS si prefigge di mantenere sempre vive la cultura, le tradizioni e il patrimonio di conoscenze della coltura delle rose.
Ogni anno ciascun distretto organizza congressi e conferenze con mostre delle nuove varietà di rose.

## Distretti dell'ARS negli Stati Uniti d'America
1. Buckeye
2. Carolina
3. Colonial
4. Deep South
5. Great Lakes
6. NCNH District
7. North Central
8. New York
9. Pacific Northwest
10. Pacific Southwest
11. Penn-Jersey
12. Rocky Mountain
13. South Central
14. Tenarky
15. Yankee